# Kenny Chery
Kenny Fred Chery (Montreal, 24 de janeiro de 1992) é um basquetebolista profissional canadense que atualmente joga pelo Delteco GBC. O atleta possui 1,80m de altura e atua na posição armador.  